# Canovista

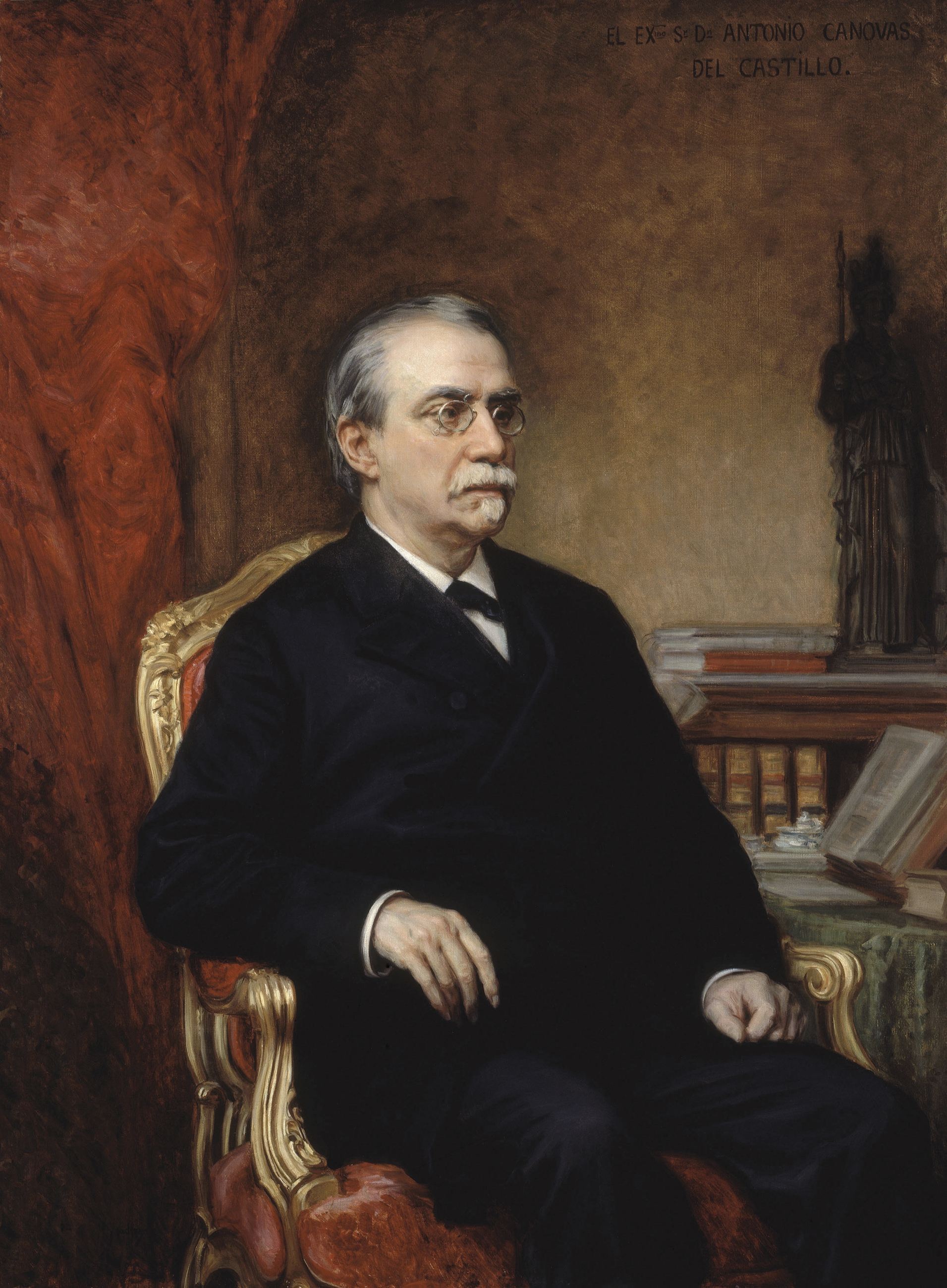
Antonio Cánovas del Castillo

Canovista o canovismo es un nombre que se refiere a la corriente política conservadora encabezada por Antonio Cánovas del Castillo, de quien toma el nombre. También es un término utilizado por la historiografía para designar al sistema político de la Restauración borbónica en España, caracterizado por:
- La vigencia de la Constitución de 1876 (teóricamente hasta 1931, pero suspendida durante la dictadura de Primo de Rivera), que establece la soberanía compartida entre las Cortes y el Rey;[1]
- El turnismo o bipartidismo entre el Partido Liberal-Conservador de Cánovas y el Partido Liberal Fusionista de Sagasta (partidos dinásticos);
- El caciquismo en la vida política local;
- La manipulación de las elecciones a través del encasillamiento, el pucherazo y otros tipos de fraude;
- El predominio de los civiles en el ejercicio del poder político, frente al predominio de los espadones en el periodo anterior (incluso el general Martínez Campos, que con su sublevación de 1874 había sido el que permitió la vuelta de Alfonso XII fue relegado), quedando la figura del rey como equilibrador entre el poder civil y el militar (que conserva un gran ámbito autónomo de actuación).[2]

La obra de Joaquín Costa Oligarquía y caciquismo como forma actual de gobierno de España: Urgencia y modo de cambiarla (1901), es un análisis crítico del canovismo o sistema canovista desde la posición regeneracionista propia de comienzos de siglo XX, tras el desastre de 1898 que abrió el periodo denominado crisis de la Restauración o crisis del sistema canovista, ya sin la presencia de Cánovas (muerto en atentado terrorista en 1897).